# Stripped (singel Rammsteina)
Stripped – utwór niemieckiego zespołu muzycznego Rammstein, wydany na singlu w 1998 roku. Jest coverem jednego z utworów zespołu Depeche Mode. W teledysku zostały wykorzystane fragmenty filmu Olimpiada w reżyserii Leni Riefenstahl, która w okresie III Rzeszy specjalizowała się w kręceniu filmów propagandowych. Użycie fragmentów spowodowało oskarżenie zespołu o fascynację faszyzmem, nazizmem i skrajnymi ruchami prawicowymi.

## Spis utworów na singlu
1. Stripped (4:25)
2. Stripped (Psilonaut Mix) by Johan Edlund – Tiamat (4:28)
3. Stripped (Heavy Mental Mix) by Charlie Clouser (5:12)
4. Stripped (Tribute To Düsseldorf Mix) by Charlie Clouser (5:10)
5. Stripped (FKK Mix) by Gunter Schulz – KMFDM (4:35)
6. Wollt Ihr Das Bett In Flammen Sehen? (Live at Arena, Berlin '96) (5:01)

## Twórcy
- Till Lindemann – śpiew
- Richard Kruspe – gitara prowadząca, śpiew
- Paul Landers – gitara rytmiczna
- Oliver Riedel – gitara basowa
- Christoph Schneider – perkusja
- Christian Lorenz – keyboard
- Johan Edlund – Remiks (utwór 2)
- Charlie Clouser – Remiks (utwór 3 i 4)
- Günter Schulz – Remiks (utwór 5)